# Stefan Attefall

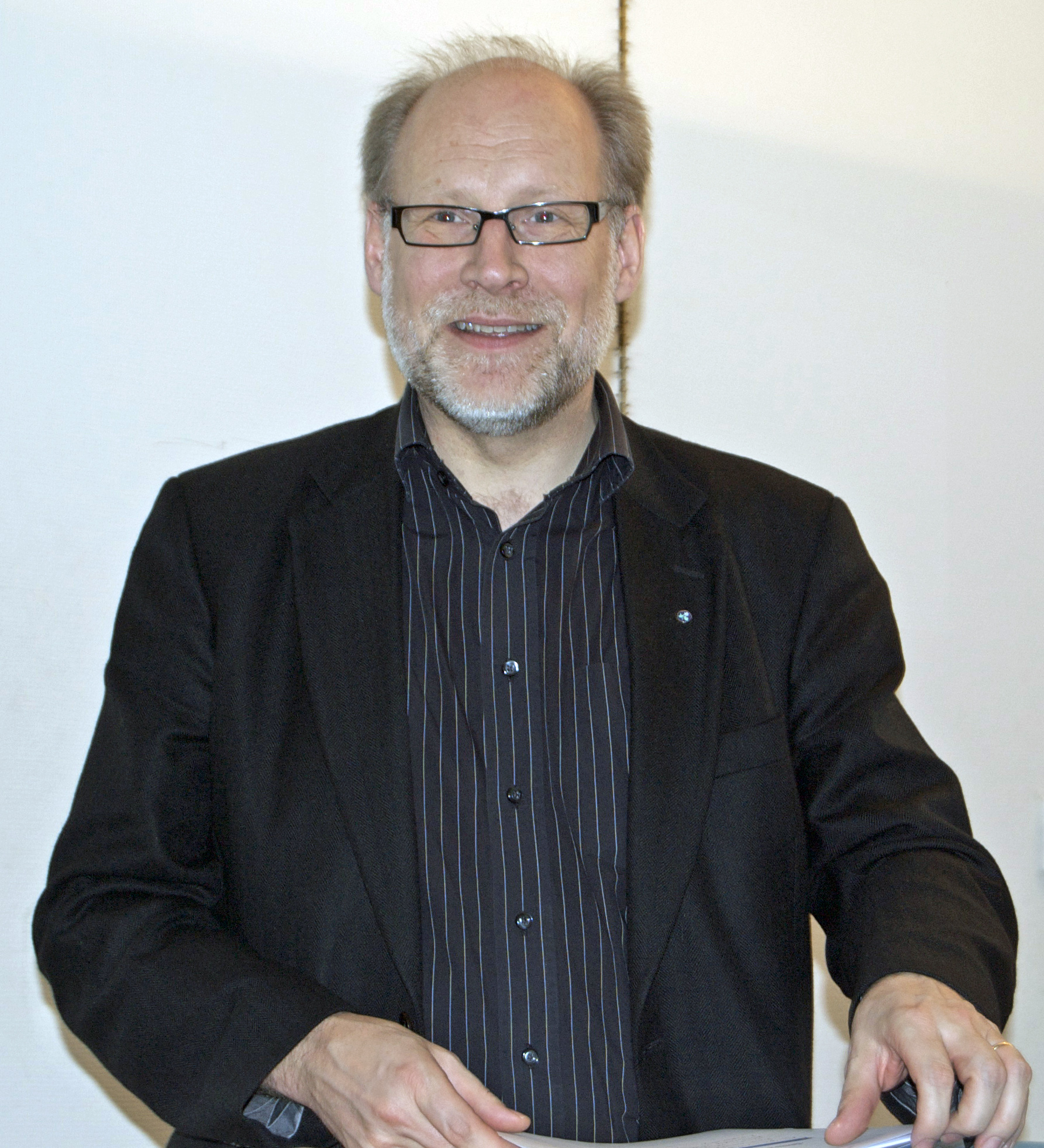
Stefan Attefall

Stefan Attefall (* 21. August 1960 in Lycksele, Västerbottens län) ist ein schwedischer Politiker der Christdemokraten. Er war von 2010 bis 2014 Minister für Öffentliche Verwaltung und Wohnen.

## Leben
Attefall studierte Staatswissenschaft und Nationalökonomie und schloss mit dem Bachelor ab. Von 1986 bis 1989 war er Vorsitzender der christdemokratischen Jugendorganisation, von 1989 bis 1991 Chefredakteur des Parteiblattes.
Der Journalist wurde 1991 das erste Mal für die Provinz Jönköpings län in den Schwedischen Reichstag gewählt. 1994 konnte er nicht wieder in den Reichstag einziehen und arbeitete erneut für die Christdemokraten. Seit 1998 war Attefall wieder Abgeordneter für die Christdemokraten und von 2006 bis 2010 deren Fraktionsvorsitzender. Gleichzeitig saß er dem Finanzausschuss des Reichstages vor.
Nach der Wahl 2010 berief ihn Ministerpräsident Fredrik Reinfeldt zum Minister für Öffentliche Verwaltung und Wohnen.
Attefall förderte die Errichtung von Nebenhäusern (25 m²) für jedermann ohne großen behördlichen Aufwand.
Zum 20. April 2023 wurde Attefall Landshövding (Regierungspräsident) der Provinz Uppsala län.